# Bernhard von Werder
Bernhard Franz Wilhelm von Werder (* 27. Februar 1823 in Potsdam; † 19. März 1907 in Berlin) war ein preußischer General der Infanterie, Militärbevollmächtigter am russischen Hof und deutscher Botschafter.

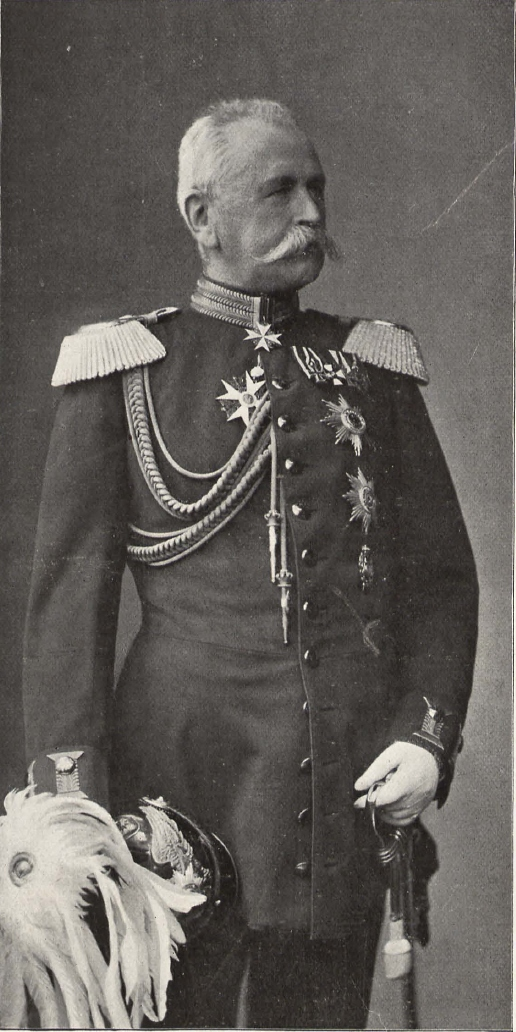
Bernhard von Werder, General der Infanterie und Generaladjutant des Kaisers, 1903.

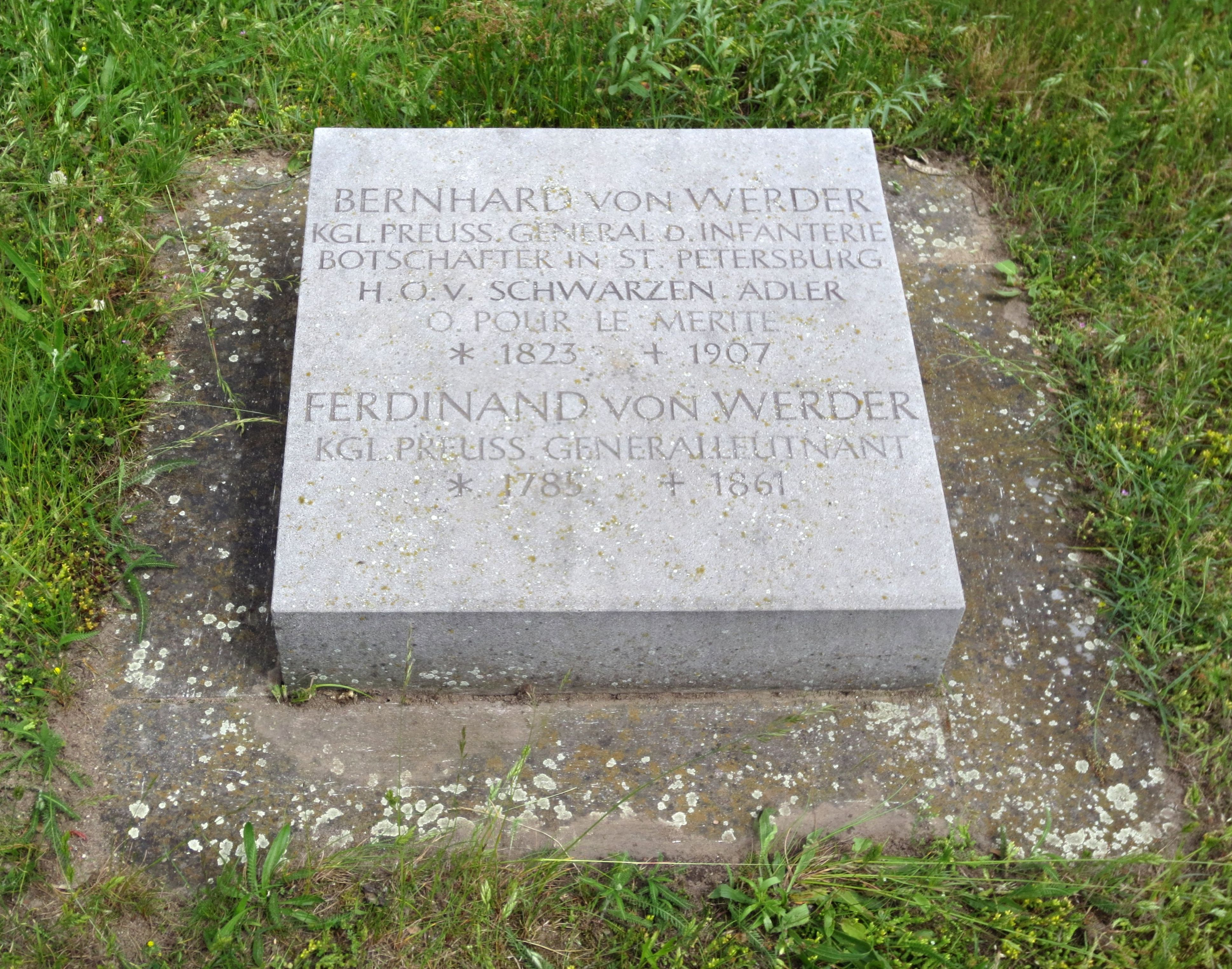
Grabstein auf dem Invalidenfriedhof in Berlin

## Leben

### Herkunft
Bernhard entstammte der uradeligen Familie von Werder (Mark) und war der Sohn des Generals der Infanterie und Kommandierenden Generals des I. Armee-Korps Franz Karl von Werder.

### Militärkarriere
Am 9. August 1840 trat Werder aus dem Kadettenkorps kommend als Sekondeleutnant in das 1. Garde-Regiment zu Fuß der Preußischen Armee ein. Als Premierleutnant und Hauptmann war er längere Zeit Adjutant, erst beim Lehr-Infanterie-Bataillons, dann bei der 1. Garde-Infanterie-Brigade. Am 3. Oktober 1857 zur Dienstleistung bei König Friedrich Wilhelm IV. kommandiert, wurde er Neujahr 1858 zum Flügeladjutant ernannt. 1859 wurde er Major und mit der Führung des Garde-Jäger-Bataillon beauftragt. 1864 erhielt er kurz vor Ausbruch des Krieges mit Dänemark für die Dauer des mobilen Verhältnisses den Befehl über das Garde-Füsilier-Regiment und seine Beförderung zum Oberst.
Im Deutschen Krieg 1866 kommandierte er ebenfalls das Garde-Füsilier-Regiment und hatte an der Spitze dieses Regiments so herausragenden Anteil am Feldzug in Böhmen, dass ihm König Wilhelm am 17. September 1866 den Orden Pour le Mérite verlieh.
Am 7. November 1869 wurde er zum Militärbevollmächtigten in Sankt Petersburg ernannt und blieb in dieser Stellung fast 17 Jahre lang bis 1886. In dieser Eigenschaft nahm er im Großen Hauptquartier am Russisch-Türkischen Krieg teil. Werder wurde während seines Aufenthalts in St. Petersburg 1875 zum Generalleutnant befördert und am 22. März 1876 zum Generaladjutant ernannt. Acht Jahre später folgte die Beförderung zum General der Infanterie.
Im August 1886 wurde Werder Gouverneur von Berlin. Nach dem Tode Kaiser Wilhelms trat er am 22. März 1888 als Generaladjutant zu Friedrich III. über. Am 19. September 1888 wurde Werder mit Pension zur Disposition und gleichzeitig à la suite des Garde-Füsilier-Regiments unter Belassung in seiner Stellung als Generaladjutant gestellt. Er lebte dann meist in Berlin, war aber alljährlich mehrere Wochen Gast Zar Alexander III. in St. Petersburg.
Im Dezember 1892 wurde er auf ausdrücklichen Wunsch des Zaren zum Botschafter am russischen Hof mit einem jährlichen Diensteinkommen von 150.000 Mark ernannt. Von diesem Posten wurde er am 18. Januar 1901 abberufen und zum Nachfolger des verstorbenen Generalfeldmarschalls Graf von Blumenthal als Chef des Reitenden Feldjägerkorps ernannt. Zur Feier seines 80. Geburtstages verlieh ihm der Kaiser am 26. Februar 1903 das Großkomtur des Königlichen Hausordens von Hohenzollern. 
Werder starb am 19. März 1907 in Berlin und wurde auf dem Invalidenfriedhof beigesetzt.

## Auszeichnungen
Werder wurde mit einer Vielzahl von Orden und Ehrenzeichen ausgezeichnet. So war er bspw. Inhaber folgender Auszeichnungen:
- Großkreuz mit Schwertern und Krone des großherzoglich hessischen Verdienstordens Philipps des Großmütigen am 15. Juni 1884
- Alexander-Newski-Orden mit Brillanten am 9. Oktober 1884
- Großkreuz des Sterns von Rumänien mit Schwertern am 21. Mai 1880
- Schwarzer Adlerorden am 27. Januar 1894
- Orden des Heiligen Andreas des Erstberufenen am 20. Mai 1895